# Герб Кремёнок
Герб городского поселения «Город Кремёнки» Жуковского муниципального района Калужской области Российской Федерации.
Герб утверждён постановлением № 7П/ГД городской Думы Муниципального образования «город Кремёнки» Калужской области 26 января 2001 года.
Герб внесён в Государственный геральдический регистр Российской Федерации с присвоением регистрационного номера № 689.

## Описание герба
«В скошенном лазурью и червленью поле женщина с серебряными волосами в золотом платье, имеющая знак ордена Св. Екатерины на большой ленте и звезду этого же ордена на груди, держащая в деснице серебряное гусиное перо, а в шуйце, перед собой, развернутый серебряный свиток. В правом верхнем углу — процветшая лилия, скошенная червленью и серебром; в левом верхнем углу — золотой, стремя верхними трилистными концами крест, поставленный на опрокинутый, имеющий лицо золотой полумесяц, под которым звезда о шести лучах того же металла».

## Символика герба
История города Кремёнки неразрывно связана с именем русского государственного деятеля, директора Петербургской Академии наук княгини Екатерины Романовной Дашковой, урождённая графиня Воронцова (1744—1810), которая стала основой герба города.
Крест, полумесяц и звезда — основной фрагмент родового герба Дашковых, а лилия взята из герба Воронцовых.
- perrow="6"
- Герб рода дворян Дашковых
- Герб рода князей Воронцовых

Голубой цвет символ чести, искренности, красоты и добродетели (может отражать также реку Протву, на которой расположен город).
Красный символ здоровья, любви. Символ знатного происхождения.
Серебро в геральдике — мудрости, мира, взаимосотрудничества.
Золото — символ прочности, величия, интеллекта, великодушия.

## История герба
Герб Кремёнок был разработан при содействии Союза геральдистов России.
Авторы герба: идея — Константин Моченов (Химки), Ольга Никитина (Кремёнки), Михаил Ваганов (Железнодорожный); художник — Роберт Маланичев (Москва).